# Nyon Challenger 1988
Il Nyon Challenger 1988 è stato un torneo di tennis facente parte della categoria ATP Challenger Series nell'ambito dell'ATP Challenger Series 1988. Il torneo si è giocato a Nyon in Svizzera dal 29 agosto al 4 settembre 1988 su campi in terra rossa.

## Vincitori

### Singolare
Jörgen Windahl ha battuto in finale  Francisco Clavet con il punteggio di 2–6, 6–2, 6–1

### Doppio
Hugo Nunez /  Raúl Viver hanno battuto in finale  Jan Apell /  Veli Paloheimo con il punteggio di 2–6, 6–4, 6–1